# Жубровицький заказник
Жубровицький — лісовий заказник місцевого значення. Об'єкт розташований на території Олевського району Житомирської області, ДП «Білокоровицьке ЛГ», Жубровицьке лісництво, кв. 38, вид. 1; кв. 39, вид. 9.
Площа — 26,2 га, статус отриманий у 1991 році.